# MTV Video Music Award – teledysk popowy
Poniższa lista przedstawia kolejnych zwycięzców nagrody MTV Video Music Awards w kategorii Najlepszy teledysk popowy (Best Pop Video (1999–2016) i Best Pop (od 2017)).
| Rok  | Wykonawca                                       | Piosenka                 |
| ---- | ----------------------------------------------- | ------------------------ |
| 1999 | Ricky Martin                                    | Livin’ la Vida Loca      |
| 2000 | *NSYNC                                          | Bye Bye Bye              |
| 2001 | *NSYNC                                          | Pop                      |
| 2002 | No Doubt (gościnnie Bounty Killer)              | Hey Baby                 |
| 2003 | Justin Timberlake                               | Cry Me a River           |
| 2004 | No Doubt                                        | It’s My Life             |
| 2005 | Kelly Clarkson                                  | Since U Been Gone        |
| 2006 | Pink                                            | Stupid Girls             |
| 2008 | Britney Spears                                  | Piece of Me              |
| 2009 | Britney Spears                                  | Womanizer                |
| 2010 | Lady Gaga                                       | Bad Romance              |
| 2011 | Britney Spears                                  | Till the World Ends      |
| 2012 | One Direction                                   | What Makes You Beautiful |
| 2013 | Selena Gomez                                    | Come & Get It            |
| 2014 | Ariana Grande (gościnnie Iggy Azalea)           | Problem                  |
| 2015 | Taylor Swift                                    | Blank Space              |
| 2016 | Beyonce                                         | Formation                |
| 2017 | Fifth Harmony (gościnnie Gucci Mane)            | Down                     |
| 2018 | Ariana Grande                                   | No Tears Left to Cry     |
| 2019 | Jonas Brothers                                  | Sucker                   |
| 2020 | BTS                                             | On                       |
| 2021 | Justin Bieber (gościnnie Daniel Caesar, Giveon) | Peaches                  |
| 2022 | Harry Styles                                    | As It Was                |